# Вьюрковые овсянки
Вьюрковые овсянки (лат. Sporophila) — род воробьиных птиц из семейства танагровых (Thraupidae).

## Описание
Относительно небольшие птицы с коническими клювами. Для большинства видов характерен половой диморфизм. При этом самки, как минимум, некоторых видов окрашены в ультрафиолетовые цвета, которые могут различать птицы, но не люди. Питаются семенами и подобным кормом.

## Классификация
По данным молекулярно-генетического анализа в состав этого рода были включены виды ранее относимые к родам Oryzoborus (рисовые овсянки) и Dolospingus. По частоте мутаций гена цитохрома-b митохондрий оценено, что общий предок этого рода появился предположительно 9,5 миллионов лет назад. По данным на февраль 2022 года в состав рода включают 41 вид:
- Sporophila albogularis (Spix, 1825) — Белогорлая вьюрковая овсянка
- Sporophila americana (Gmelin, 1789) — Изменчивая вьюрковая овсянка
- Sporophila ardesiaca (Dubois, 1894) — Пампасная вьюрковая овсянка
- Sporophila bouvreuil (Statius Muller, 1776) — Оранжевая вьюрковая овсянка
- Sporophila bouvronides (Lesson, 1831)
- Овсянка воротничковая Sporophila caerulescens (Vieillot, 1823)
- Овсянка каштановогрудая Sporophila castaneiventris Cabanis, 1848
- Овсянка каштановая Sporophila cinnamomea (Lafresnaye, 1839)
- Овсянка ржавошейниковая Sporophila collaris (Boddaert, 1783)
- Овсянка изменчивая Sporophila corvina (P. L. Sclater, 1860)
- Sporophila falcirostris (Temminck, 1820)
- Sporophila frontalis (J. Verreaux, 1869)
- Sporophila hypochroma Todd, 1915
- Sporophila hypoxantha Cabanis, 1851
- Sporophila insulata Chapman, 1921
- Sporophila intermedia Cabanis, 1851
- Овсянка белобрюхая Sporophila leucoptera (Vieillot, 1817)
- Овсянка линейчатая Sporophila lineola (Linnaeus, 1758)
- Овсянка черно-белая Sporophila luctuosa (Lafresnaye, 1843)
- Sporophila melanogaster (Pelzeln, 1870)
- Чубатая вьюрковая овсянка Sporophila melanops (Pelzeln, 1870)
- Овсянка румяногрудая Sporophila minuta (Linnaeus, 1758)
- Sporophila murallae Chapman, 1915
- Овсянка желтобрюхая Sporophila nigricollis (Vieillot, 1823)
- Sporophila nigrorufa (Orbigny et Lafresnaye, 1837)
- Овсянка болотная Sporophila palustris (W. B. Barrows, 1883)
- Sporophila peruviana (Lesson, 1842)
- Овсянка свинцовая Sporophila plumbea (Wied-Neuwied, 1830)
- Sporophila ruficollis Cabanis, 1851
- Sporophila schistacea (Lawrence, 1862)
- Sporophila simplex (Taczanowski, 1874)
- Sporophila telasco (Lesson, 1828)
- Овсянка белоошейниковая Sporophila torqueola (Bonaparte, 1850)
- Sporophila zelichi Narosky, 1977
- Sporophila angolensis (Linnaeus, 1766) — Черноголовая рисовая овсянка[6]
- Sporophila atrirostris P. L. Sclater & Salvin, 1878
- Sporophila crassirostris (Gmelin, 1789) — Болотная рисовая овсянка[6]
- Sporophila funereus P. L. Sclater, 1860
- Sporophila maximiliani Cabanis, 1851 — Толстоклювая рисовая овсянка[6]
- Sporophila nuttingi Ridgway, 1884